# Deep packet inspection
Deep packet inspection ou em tradução livre de inspeção profunda de pacotes (DPI) é um tipo de processamento de dados que inspeciona em detalhes os dados enviados por uma rede de computadores e, em geral, realiza ações bloqueio, redirecionamento ou registro de maneira adequada.
A inspeção profunda de pacotes é frequentemente usada para garantir que os dados estejam no formato correto, para checar códigos maliciosos, espionagem e censura na Internet, entre outras finalidades. Existem vários cabeçalhos para pacotes IP; equipamento de rede só precisa usar o primeiro deles (o cabeçalho IP) para operação normal, mas o uso do segundo cabeçalho (como TCP ou UDP) é normalmente considerado inspeção de pacote superficial (geralmente chamada de inspeção de pacote de estado) apesar dessa definição.
Existem várias maneiras de adquirir pacotes para inspeção profunda de pacotes. Usar o espelhamento de portas (às vezes chamado de Span Port) é uma maneira muito comum, assim como um divisor óptico.